# Баранчик, Иван Анатольевич
Иван Анатольевич Баранчик (род. 24 января 1993, Амурск, Хабаровский край, Россия) — белорусский боксёр-профессионал, российского происхождения, выступающий в первой полусредней весовой категории. Мастер спорта международного класса Республики Беларусь, чемпион Европы по боксу среди военнослужащих, чемпион мира среди юниоров до 52 кг (2009) в любителях.
В профессионалах бывший чемпион мира по версии IBF (2018—2019) и чемпион по версии WBA Inter-Continental (2019—2020) в 1-м полусреднем весе.
Лучшая позиция по рейтингу BoxRec — 5-я (сентябрь 2020) и является 1-м среди белорусских боксёров первой полусредней весовой категории, а по рейтингам основных международных боксёрских организаций занял 6-ю строчку рейтинга WBC и 4-ю строку рейтинга IBF — входя в ТОП-5 лучших суперлегковесов всего мира.

## Любительская карьера
Начал заниматься боксом в 2005 году в Специализированной детско-юношеской школе Олимпийского резерва № 1 г. Солигорска, тренер — Торжецкий  Валерий  Викторович.  С 1 сентября 2007 года был переведен в Минское областное училище олимпийского резерва.
Член Национальной команды Республики Беларусь по боксу с 2011 по 2014 годы. Чемпион Республики Беларусь по боксу 2011, 2012, 2013 годов.
В 2009 году на Чемпионате мира среди юниоров завоевал золотую медаль, став первым спортсменом в истории белорусского бокса, одержавшим победу на подобном турнире.
2011 год – Ивану Баранчику присвоено звание «Мастер спорта Республики Беларусь международного класса».
2013 год – Чемпион Европы среди военнослужащих (Эстония).

## Профессиональная карьера
Профессиональную карьеру начал 25 марта 2014 года победив по очкам дебютанта белорусского боксёра Юрия Финского. В третьем бою завоевал вакантный титул чемпиона Белоруссии в полусреднем весе.
9 марта 2018 года состоялся отборочный бой за статус обязательного претендента по линии IBF в 1-м полусреднем весе между 25-летним белорусом Иваном Баранчиком (17-0, 10 КО) и 34-летним россиянином Петром Петровым (38-5-2, 19 КО), который завершился уверенной, досрочной победой техническим нокаутом в 8-м раунде молодого проспекта из Белоруссии Ивана Баранчика.

### Участие в турнире World Boxing Super Series
В мае 2018 года стало известно, что Баранчик примет участие во 2-м сезоне Всемирной боксёрской суперсерии.

#### Чемпионский бой с Энтони Игитом
27 октября 2018 года, в рамках четвертьфинала турнира, победил в 7-м раунде путём отказа от продолжения боя небитого шведа Энтони Игита (21-0-1) и завоевал вакантный титул чемпиона мира по версии IBF в 1-м полусреднем весе, и прошёл в полуфинал турнира WBSS 2.
6 октября 2019 года на арене Madison Square Garden в Нью-Йорке завоевал вакантный титул WBA Inter-Continental в суперлегком весе, в четырех раундах победив пуэрториканца Габриэля Брасеро.

## Статистика профессиональных боёв
В таблице перечислены результаты всех поединков боксёров.
В каждой строке указан результат поединка. Дополнительно номер поединка обозначен цветом, который обозначает итог поединка. Расшифровка обозначений и цветов представлена в нижеследующей таблице.
| Пример | Расшифровка                     |
| ------ | ------------------------------- |
|        | Победа                          |
|        | Ничья                           |
|        | Поражение                       |
|        | Планируемый поединок            |
|        | Поединок признан несостоявшимся |
| КО     | Нокаут                          |
| ТКО    | Технический нокаут              |
| PTS    | Решение судей (по очкам)        |
| UD     | Единогласное решение судей      |
| MD     | Решение большинства судей       |
| SD     | Раздельное решение судей        |
| RTD    | Отказ от продолжения боя        |
| DQ     | Дисквалификация                 |
| NC     | Поединок признан несостоявшимся |

| 23 поединка, 20 побед (13 нокаутом), 3 поражения. | 23 поединка, 20 побед (13 нокаутом), 3 поражения. | 23 поединка, 20 побед (13 нокаутом), 3 поражения. | 23 поединка, 20 побед (13 нокаутом), 3 поражения.         | 23 поединка, 20 побед (13 нокаутом), 3 поражения. | 23 поединка, 20 побед (13 нокаутом), 3 поражения. |
| Бой                                               | Дата боя                                          | Соперник                                          | Место проведения боя                                      | Раундов, время                                    | Примечание |
| ------------------------------------------------- | ------------------------------------------------- | ------------------------------------------------- | --------------------------------------------------------- | ------------------------------------------------- | --- |
| 20-3                                              | 29 августа 2021                                   | Монтана Лав (15-0-1)                              | Рокет Мортгедж Филдхаус, Кливленд, Огайо, США             | RTD 7 (10), 3:00                                  | |
| 20-2                                              | 3 октября 2020                                    | Хосе Сепеда (32-2)                                | MGM Grand, Лас-Вегас, Невада, США                         | KO 5 (10), 2:50                                   | Бой за вакантный титул чемпиона по версии WBC Silver в 1-м полусреднем весе.                                                                                   |
| 20-1                                              | 5 октября 2019                                    | Габриэль Брасеро (25-3-1)                         | Мэдисон-сквер-гарден, Манхэттен, Нью-Йорк, США            | TKO 4 (10), 1:30                                  | Завоевал вакантный титул чемпиона по версии WBA Inter-Continental в 1-м полусреднем весе.                                                                      |
| 19-1                                              | 18 мая 2019                                       | Джош Тейлор (14-0)                                | SSE Hydro, Глазго, Глазго-Сити, Шотландия, Великобритания | UD 12 (12)                                        | Бой за титулы чемпиона мира по версии IBF (1-я защита Баранчика) и титул WBC Silver в 1-м полусреднем весе. Полуфинал WBSS 2. Счёт: 109-117, 111-115 (дважды). |
| 19-0                                              | 27 октября 2018                                   | Энтони Игит (21-0-1)                              | Лейкфрон Арена, Новый Орлеан, Луизиана, США               | RTD 7 (12), 3:00                                  | Завоевал вакантный титул чемпиона мира по версии IBF в 1-м полусреднем весе. Четвертьфинал WBSS 2.                                                             |
| 18-0                                              | 9 марта 2018                                      | Пётр Петров (38-5-2)                              | Deadwood Mountain Grand, Дедвуд, Южная Дакота, США        | TKO 8 (12), 1:12                                  | Отборочный бой за статус обязательного претендента по линии IBF в 1-м полусреднем весе. Петров в нокдауне в 1, 2, и 6 раундах.                                 |
| 17-0                                              | 14 июля 2017                                      | Кинан Смит (11-0)                                 | Buffalo Run Casino, Майами, Оклахома, США                 | UD 8 (8)                                          | Счёт: 80-71, 79-72, 78-73. |
| 16-0                                              | 10 февраля 2017                                   | Абель Рамос (17-1-2)                              | Buffalo Run Casino, Майами, Оклахома, США                 | UD 10 (10)                                        | Защита титула чемпиона по версии USBA в 1-м полусреднем весе. Счёт: 99-91, 97-92, 97-93.                                                                       |
| 15-0                                              | 10 декабря 2016                                   | Вильберт Лопес (15-6)                             | Buffalo Run Casino, Майами, Оклахома, США                 | UD 10 (10)                                        | Счёт: 97-92, 98-91 (дважды). |
| 14-0                                              | 23 сентября 2016                                  | Чжиминь Ван (7-0)                                 | Buffalo Run Casino, Майами, Оклахома, США                 | UD 10 (10)                                        | Завоевал вакантный титул чемпиона США по версии WBC (USNBC) и вакантный титул чемпиона по версии USBA в 1-м полусреднем весе. Счёт: 99-91, 100-90 (дважды).    |
| 13-0                                              | 25 июня 2016                                      | Элисео Крус Сесма (9-0-1)                         | Buffalo Run Casino, Майами, Оклахома, США                 | TKO 3 (8)                                         | |
| 12-0                                              | 25 марта 2016                                     | Николас Гиван (16-0-1)                            | Buffalo Run Casino, Майами, Оклахома, США                 | KO 1 (8)                                          | Завоевал вакантный титул чемпиона США по версии WBC (USNBC) в 1-м полусреднем весе.                                                                            |
| 11-0                                              | 11 декабря 2015                                   | Шади Шавареб (9-0-2)                              | Bayou Event Center, Хьюстон, Техас, США                   | KO 1 (8)                                          | |
| 10-0                                              | 8 июля 2015                                       | Альфред Холл (4-10-2)                             | BB King Blues Club & Grill, Нью-Йорк, США                 | KO 3 (6)                                          | |
| 9-0                                               | 20 июня 2015                                      | Анхель Фигероа (4-1-1)                            | Martin’s West, Вудлон, Мэриленд, США                      | KO 1 (6)                                          | |
| 8-0                                               | 28 марта 2015                                     | Дэмьен Хилл (4-8)                                 | Resorts World Casino, Куинс, США                          | TKO 1 (6)                                         | |
| 7-0                                               | 20 февраля 2015                                   | Дэвид Томас (4-0)                                 | Hilton Westchester, Рай-Брук, Нью-Йорк, США               | KO 2 (4)                                          | |
| 6-0                                               | 29 января 2015                                    | Иэн Джеймс (3-10-1)                               | BB King Blues Club & Grill, Нью-Йорк, США                 | KO 1 (4)                                          | |
| 5-0                                               | 3 декабря 2014                                    | Альфонсо Ольвера (1-0)                            | BB King Blues Club & Grill, Нью-Йорк, США                 | UD 4 (4)                                          | Счёт: 39-36 (трижды). |
| 4-0                                               | 13 ноября 2014                                    | Кристофер Хейни (0-1)                             | Роял Фармс Арена, Балтимор, Мэриленд, США                 | KO 1 (4)                                          | |
| 3-0                                               | 26 июня 2014                                      | Леонид Грибовский (5-5)                           | Спорткомплекс «Олимпийский», Минск, Белоруссия            | TKO 4 (10)                                        | Завоевал вакантный титул чемпиона Белоруссии в полусреднем весе.                                                                                               |
| 2-0                                               | 8 апреля 2014                                     | Кирилл Карнацкий (дебют)                          | Спорткомплекс «Олимпийский», Минск, Белоруссия            | PTS 4 (4)                                         | |
| 1-0                                               | 25 марта 2014                                     | Юрий Финский (дебют)                              | Спорткомплекс «Олимпийский», Минск, Белоруссия            | PTS 4 (4)                                         | |